# Acanthonitschkea argentinensis
Acanthonitschkea argentinensis är en svampart som beskrevs av Speg. 1908. Acanthonitschkea argentinensis ingår i släktet Acanthonitschkea och familjen Nitschkiaceae.   Inga underarter finns listade i Catalogue of Life.